# Wolf Koller
Wolf Koller, auch Wolff Koller († zwischen 1568 und 1570) war ein hochrangiger sächsischer Beamter.
Koller stammte aus dem thüringischen Adelsgeschlecht Koller und war der Sohn des Ritters Volkmar Koller. Er war von 1546 bis 1555 Amtmann in Eckartsberga, ferner war er Oberhauptmann des Thüringischen Kreises. Koller besaß u. a. die Herrschaft Steinburg und das Rittergut Bucha. Da er keine männlichen Nachkommen hatte, setzte er gute Freunde, darunter Ernst von Miltitz auf Schloss Siebeneichen, als Lehnserben ein.
Kurfürst August von Sachsen ernannte ihn am 6. Mai 1568 zu seinem Amtmann des Vogtlandes, woran er sich nur kurzzeitig erfreuen konnte, da er 1570 bereits als verstorben bezeichnet wird.